# Black Holes and Revelations
Black Holes and Revelations é o quarto álbum de estúdio da banda inglesa de rock alternativo Muse. Foi lançado no começo do mês de julho de 2006. Na sua primeira semana, atingiu o número de 115.144 cópias vendidas no Reino Unido, ultrapassando o número de vendas da primeira semana de seu álbum anterior, Absolution. Dentre as influências citadas pela banda para a composição do álbum, estão Queen, Millionaire, Sly and the Family Stone, Depeche Mode, Franz Ferdinand, além de músicas do sul da Itália.
Este álbum tem várias "indiretas" políticas e até sci-fis, com as letras cobrindo tópicos variados como corrupção na política, invasão alienigena, teorias de conspiração e as costumeiras canções de amor.
O álbum vendeu 115,144 cópias na primeira semana no Reino Unido, mais do que qualquer outro álbum do Muse até o lançamento de The Resistance, superando o outro campeão de vendas o álbum Absolution. Black Holes and Revelations recebeu a certificação de platina pela BPI e foi nomeado a um Prêmio Mercury. Cinco canções deste álbum foram liberadas como singles na Grã-Bretanha, dos quais 3 foram também distribuídos nos Estados Unidos. Uma turne mundial seguiu o lançamento do álbum com shows pelo Reino Unido, Estados Unidos, Canada, Austrália e em diversas localidades na Europa e na Ásia.
O álbum Black Holes and Revelations vendeu mais de 3 milhões de cópias pelo mundo sendo o disco mais vendido do Muse até agora.

## Produção e gravação
O álbum anterior do Muse, Absolution, lançado em 2003 foi sucesso entre a crítica e entre os fãs. Absolution também colocou a banda em destaque nos Estados Unidos.
A banda então foi para o seu château particular na França para escrever o novo álbum. O líder Matthew Bellamy disse que a banda queria se livrar de qualquer distração e então "concentrar, ficar juntos e se cercar de influências musicais diferentes". O álbum foi parcialmente gravado no mesmo estúdio frances que a banda Pink Floyd gravou seu disco The Wall, no qual Wolstenhome disse que "que era bom saber que algo legal foi feito aqui". Contudo, a banda achava que a gravação estava muito lenta e eles estavam tendo dificuldades para decidir que músicas entrariam no álbum. Eles então decidiram viajar até New York City para encerrar as gravações.
O baixista Chris Wolstenholme disse que escrever e gravar Black Holes and Revelations foi mais relaxante do que os outros álbuns, já que a banda não tinha um prazo para entregar o trabalho. Foi a primeira vez que eles de fato entraram em contato com a tecnologia de gravação, já que anteriormente eles dispensaram engenheiros de som. Bellamy disse que esta foi a primeira vez que o Muse fazia um álbum sem se preocupar em como as músicas soariam ao vivo.
A canção "Soldier's Poem", acabou soando "bem diferente do que já fizemos". O baterista Dominic Howard disse que eles queriam gravar de forma maciça e épica mas eles recuaram e decidiram gravar num estúdio pequeno com equipamentos não tão modernos e poucos microfones. Muse ficou satisfeito com o resultado do disco e Howard descreveu como "verdadeiro destaque" e descreveu os vocais como "o melhor vocal que Matt já fez".

## Composição
Black Holes and Revelations foi descrito pelos analistas como sendo de carater político a maioria das letras da músicas. O álbum começa com a faixa "Take a Bow", que é um "ataque a um líder político não mencionado", incorporando letras como "corrupto, seu corrupto e você traz corrupção a tudo que toca". Esse tema é levado também nas canções "Exo-Politics" e "Assassin". O CD também foca em alguns temas polêmicos, como "A conspiração da Nova Ordem Mundial, guerra injustificada, abuso de poder, manipulação conspiratória e populismo revoltado", e outras influências conspiratórias que é de interesse dos membros da banda. Matt Bellamy disse numa entrevista que ele acha que "o desconhecido em geral é uma área estimulante para a imaginação", e isso é refletido durante o disco, que menciona invasões alienigenas (em "Exo-Politics") e paranóia rebelde (especialmente em "Assassin"). O álbum também tem um toque emocional, incluindo pena, ambição, e amor.
O título, tirado da canção "Starlight", foi explicado por Matthew Bellamy em numa entrevista em setembro de 2006 para a revista Q: "Black Holes & Revelations ("Buracos negros e revelações") – elas são as duas áreas exploradas para escrever as letras das canções neste álbum. Uma revelação sobre si mesmo, algo pessoal, algo genuíno do dia-dia que todos podem se identificar. E o buraco negro são as cançãos das partes mais... desconhecidas da imaginação."

## Lançamento
O álbum foi lançado em 3 de julho de 2006 no Reino Unido, sendo lançado logo depois nos Estados Unidos, na Austrália, em Taiwan e no Japão. Foi lançada também uma versão CD/DVD limitada, com uma versão ao vivo da banda tocando "Supermassive Black Hole", "Knights of Cydonia" e "Starlight". Além disso, foi relançado nos EUA em vinil em 18 de agosto de 2009. O álbum recebeu duas certificações de Platina na Inglaterra em 22 de dezembro de 2006 ao chegar a marca de mais de 600 mil cópias vendidas naquele país. Singles então foram lançados tanto na Grã-Bretanha quanto nos Estados Unidos, apesar de terem sido liberados em ordens e datas diferentes em cada país. Todos os singles exceto "Map of the Problematique" foram disponibilizados em vinil, CD, DVD (contendo o video clipe oficial da música) e como download digital.
Na Inglaterra, o primeiro single do álbum foi "Supermassive Black Hole" e foi liberado ao público em 19 de junho de 2006, antes do lançamento do álbum. O single chegou a 4ª posição no UK Singles Chart, fazendo desta canção a mais bem sucedida da banda nas paradas de sucesso inglesas. O single foi logo seguido pelas canções "Starlight", "Knights of Cydonia", "Invincible" e "Map of the Problematique", sendo que único que chegou ao Top 10 britânico foi "Knights of Cydonia".
O primeiro single deste álbum lançado nos EUA foi "Knights of Cydonia", em 13 de junho de 2006, que chegou a posição #10 nas paradas da Billboard Modern Rock Tracks. A banda então lançou "Starlight" e "Supermassive Black Hole". "Starlight" foi o single mais popular lançado nos EUA chegando a posição #2 na Modern Rock Tracks.

## Faixas
Todas as letras escritas por Matthew Bellamy, todas as músicas compostas por Muse.
| CD  |                            |         |  |
| N.º | Título                     | Duração |  |
| 1.  | "Take a Bow"               | 4:35    |  |
| 2.  | "Starlight"                | 3:59    |  |
| 3.  | "Supermassive Black Hole"  | 3:29    |  |
| 4.  | "Map of the Problematique" | 4:18    |  |
| 5.  | "Soldier’s Poem"           | 2:03    |  |
| 6.  | "Invincible"               | 5:00    |  |
| 7.  | "Assassin"                 | 3:31    |  |
| 8.  | "Exo-Politics"             | 3:53    |  |
| 9.  | "City of Delusion"         | 4:48    |  |
| 10. | "Hoodoo"                   | 3:43    |  |
| 11. | "Knights of Cydonia"       | 6:06    |  |

| Faixas extras do iTunes |                          |         |  |
| N.º                     | Título                   | Duração |  |
| 12.                     | "Glorious" (Faixa Bonus) | 4:38    |  |

| Faixas extras do DVD |                                                  |         |  |
| N.º                  | Título                                           | Duração |  |
| 1.                   | "Supermassive Black Hole" (video)                |         |  |
| 2.                   | "Starlight" (video)                              |         |  |
| 3.                   | "Knights of Cydonia" (video)                     |         |  |
| 4.                   | "Supermassive Black Hole" (Ao vivo de Paris)     |         |  |
| 5.                   | "Starlight" (Ao vivo de Copenhague @ MTV Awards) | 2:03    |  |
| 6.                   | "Knights of Cydonia" (Ao vivo de Londres)        |         |  |

## Recepção

### Comercial
O álbum vendeu 115,144 cópias em sua primeira semana de vendas no Reino Unido, que foi bem melhor que o lançamento anterior do Muse, o disco Absolution. A BPI deu então ao álbum certificação tripla de platina, depois que o CD vendeu mais de 1 milhão de cópias em solo britânico. O álbum também acabou recebendo um Mercury Prize.

### Crítica
| Críticas profissionais | Críticas profissionais |
| Pontuações agregadas   | Pontuações agregadas   |
| Fonte                  | Avaliação              |
| ---------------------- | ---------------------- |
| Metacritic             | (75/100)               |
| Avaliações da crítica  |                        |
| Fonte                  | Avaliação              |
| Allmusic               | [ 15 ]                 |
| Alternative Press      | [ 16 ]                 |
| Drowned in Sound       | 9/10                   |
| Entertainment Weekly   | B+                     |
| The Guardian           | [ 19 ]                 |
| IGN                    | 9.2/10.0               |
| NME                    | 9/10                   |
| Q                      | [ 22 ]                 |
| Rolling Stone          | [ 23 ]                 |
| Spin                   | 4/10                   |

Black Holes and Revelations foi bem recebido pelos críticos. A Metacritic deu um parecer de 75% de aprovamento, baseado em 35 revisões. O CD também foi bem recebido pelo Observer Music Monthly, pela revista Q e pela Alternative Press.
A Planet Sound nomeou Black Holes and Revelations o Álbum de 2006 e a NME colocou o álbum entre os melhores de 2006 também, e a Q magazine disse que o disco era o segundo melhor do ano. O disco recebeu uma nomeação ao prêmio Mercury Prize. Ele também foi nomeado pela revista Classic Rock como um dos 10 melhores álbuns progressistas da década.
Sam Ubl da Pitchfork Media não gostou do álbum e deu nota 4.2, falando da falta de inovação e do som "cansado", dizendo que Muse, "sempre tão adoravelmente fraquinho [...] conseguiu ser pior ainda." Alguns criticos disseram que o álbum era "demasiado", incluindo Bill Lehane da Radio Telefís Éireann, Anthony Thornton da NME, e Chris Hoard da Rolling Stone. Hoard descreveu "Knights of Cydonia" e "City of Delusion" como "ridiculo" mas concluiu dizendo que "surpreendentemente" tudo deu certo com o álbum. A A.V. Club, por outro lado, deu crédito a banda por tentar inovar e mudar seu som mas chamou o álbum de "pesadelo".
Recentemente, a revista britânica NME colocou este CD na 65ª posição na lista do "Top 100 Greatest Albums of the Decade".

## Turnê

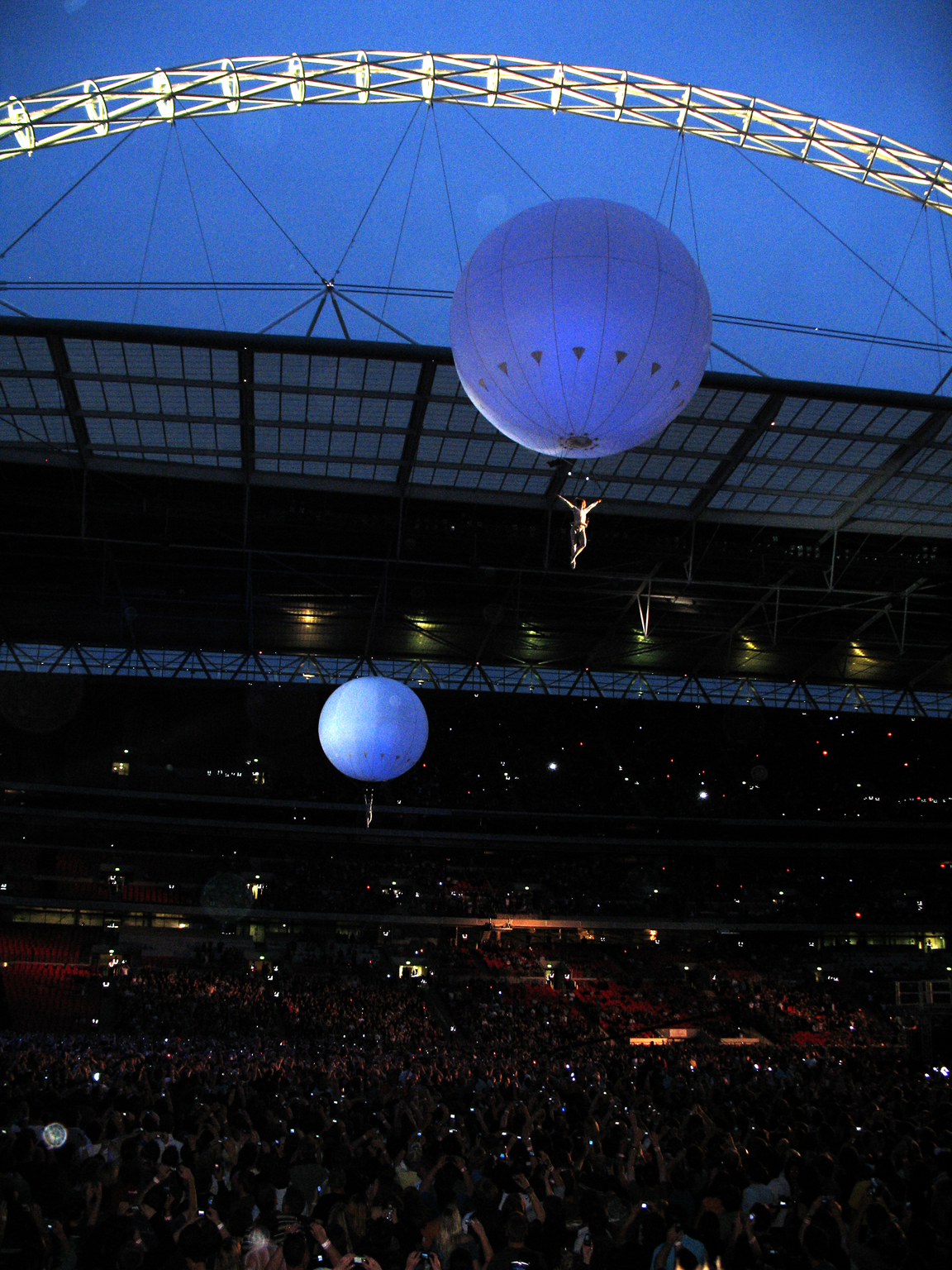
Acrobatas suspendidos por balões brancos gigantes flutuam sobre os espectadores, fechando o show da banda em Wembley

Em julho de 2006, anunciou que para apoiar o lançamento do álbum, eles sairiam em "sua maior turnê já feita". O primeiro show foi no festival Leeds and Reading, seguido por uma turnê que  visitou vários países em praticamente todos os continentes. A banda fez paradas em países como Reino Unido, grande parte da Europa, incluindo Portugal, Estados Unidos, Canadá, Austrália, Japão, República Popular da China, Coreia do Sul e Brasil. Alguns shows que contariam com o suporte da banda My Chemical Romance nos EUA quando membros da equipe da  banda sofreram com intoxicação alimentar. A parte americana da turnê incluiu um show no ginásio Madison Square Garden e uma participação no Lollapalooza.
O maior show da turnê foram as duas noites de apresentações no novo Wembley Stadium em 16 e 17 de junho de 2007. ELes foram a primeira banda a vender todos os ingressos no novo estádio. O concerto acabou sendo lançado em DVD com um álbum ao vivo. Este CD/DVD recebeu o nome de HAARP e foi um sucesso em vendas.

## Paradas musicais
| Paradas (2006)          | Melhor Posição | Certificação |
| ----------------------- | -------------- | ------------ |
| Chart da Austrália      | 1              | Platina      |
| Chart da Áustria        | 4              | -            |
| Chart da Bélgica        | 2              | -            |
| Chart da França         | 2              | Platina      |
| Chart da Itália         | 2              | Platina      |
| Chart da Finlândia      | 3              | Ouro         |
| Chart dos Países Baixos | 2              | -            |
| Chart da Nova Zelândia  | 6              | Platina      |
| Chart da Noruega        | 6              | -            |
| Chart de Portugal       | 17             | -            |
| Chart da Suíça          | 1              | Platina      |
| Chart da Irlanda        | 1              | -            |
| Billboard 200 (EUA)     | 9              | Platina      |
| UK Albums Chart         | 1              | 4× Platina   |

## Singles
| Título                     | Data de Lançamento          | UK Singles Chart | Billboard Modern Rock Tracks | Billboard Hot 100 |
| -------------------------- | --------------------------- | ---------------- | ---------------------------- | ----------------- |
| "Supermassive Black Hole"  | 19 de junho de 2006 (UK)    | #4               | #6                           | -                 |
| "Starlight"                | 4 de setembro de 2006 (UK)  | #13              | #2                           | #101              |
| "Knights of Cydonia"       | 27 de novembro de 2006 (UK) | #10              | #10                          | -                 |
| "Invincible"               | 9 de abril de 2007 (UK)     | #21              | -                            | -                 |
| "Map of the Problematique" | 18 de junho de 2007 (UK)    | #18              | -                            | -                 |